# Liane Tooth
Liane Marianne Tooth (ur. 13 marca 1962 w Sydney) – australijska hokeistka na trawie, dwukrotna złota medalistka olimpijska.
Występowała w napadzie. Z reprezentacją Australii brała udział – jako pierwsza hokeistka w historii olimpiad – w czterech igrzyskach (IO 84, IO 88, IO 92, IO 96), na dwóch - w 1988 i 1996 - zdobywała złote medale. Z kadrą brała udział m.in. w mistrzostwach świata w 1990 (drugie miejsce) oraz kilku turniejach Champions Trophy (zwycięstwa w 1991 i 1993).
W 2000 była jedną z osób wnoszących flagę olimpijską na stadion w czasie ceremonii otwarcia igrzysk w Sydney. Partnerowali jej Bill Roycroft, Murray Rose, Gillian Rolton, Marjorie Jackson, Lorraine Crapp, Michael Wenden i Nick Green.